# The Extra Day
Pour plus de détails, voir Fiche technique et Distribution.
The Extra Day est un film britannique réalisé par William Fairchild sorti en 1956.

## Synopsis
La scène finale d'un film ayant été perdue, il faut retrouver les acteurs et techniciens pour la tourner à nouveau.

## Fiche technique
- Titre : The Extra Day
- Titre alternatif  : 12 Desperate Hours
- Réalisation : William Fairchild
- Scénario : William Fairchild
- Production : British Lion Film Corporation
- Image : Arthur Grant
- Musique : Philip Green
- Montage : Bernard Gribble
- Durée : 83 minutes
- Date de sortie : 1956

## Distribution
- Richard Basehart : Joe Blake
- Simone Simon : Michele Blanchard
- George Baker : Steven Marlow
- Josephine Griffin : Toni Howard
- Colin Gordon : Sir George Howard
- Laurence Naismith : Kurt Vorn
- Charles Victor : Bert
- Sid James : Barney West
- Joan Hickson : Mrs. West
- Olga Lindo : Mrs. Bliss
- Philip Ray : Mr. Bliss
- Jill Bennett : Susan